# Cloruro de molibdeno(V)
El cloruro de molibdeno(V) es el compuesto inorgánico de fórmula [MoCl5]2. Este sólido volátil verde oscuro se utiliza en la investigación para preparar otros compuestos de molibdeno. Es sensible a la humedad y soluble en disolventes clorados. Generalmente, llamado pentacloruro de molibdeno, de hecho es un dímero con la fórmula Mo2Cl10.

## Estructura
Cada átomo de molibdeno tiene simetría octaédrica local y dos cloruros forman un puente entre los centros de molibdeno. También se encuentra una estructura similar para los pentacloruros de W, Nb y Ta. En la fase gaseosa y parcialmente en disolución, los dímeros se disocian parcialmente para dar un pentahaluro monomérico. El monómero es paramagnético, con un electrón desapareado por centro de Mo, lo que refleja el hecho de que el estado de oxidación formal es +5, dejando un electrón de valencia en el centro del metal.

## Preparación y propiedades
El MoCl5 se prepara mediante cloración del molibdeno metálico, pero también por cloración de MoO3. El hexacloruro MoCl6 inestable no se produce de esta forma.
En el caso de la síntesis a partir del molibdeno metálico, antes de la reacción, el polvo metálico debe calentarse a altas temperaturas en una corriente de hidrógeno o nitrógeno sin oxígeno para eliminar cualquier óxido de la superficie. Luego, debe asegurarse de que antes de la reacción real con el cloro, el aire y la humedad se eliminen por completo y se mantengan alejados de la reacción:
{\displaystyle \mathrm {2\ Mo+5\ Cl_{2}\longrightarrow 2\ MoCl_{5}} }
El MoCl5 se reduce con acetonitrilo para producir un complejo de acetonitrilo naranja, MoCl4(MeCN)2. Este complejo, a su vez, reacciona con THF para dar MoCl4(THF)2, un precursor de otros complejos que contienen molibdeno.
El bromuro de molibdeno(IV) se prepara mediante el tratamiento del cloruro de molibdeno(V) con bromuro de hidrógeno:
{\displaystyle \mathrm {2\ MoCl_{5}+10\ HBr\longrightarrow 2\ MoBr_{4}+10\ HCl+Br_{2}} }
La reacción procede a través del bromuro de molibdeno(V) inestable, que libera bromo a temperatura ambiente.
El MoCl5 es un buen ácido de Lewis hacia ligandos no oxidables. Forma un aducto con cloruro para formar [MoCl6]-. En síntesis orgánica, el compuesto encuentra un uso ocasional en cloraciones, desoxigenación y reacciones de acoplamiento oxidativo.